# Чепарухин, Александр Геннадьевич
Александр Геннадьевич Чепарухин (11 февраля 1958, Севастополь) — российский музыкальный продюсер, промоутер, издатель.

## Биография
Родился в семье военного инженера Геннадия Чепарухина (1933—2007) и учителя истории Раисы Семёновны Чепарухиной (Бут) (р.1933). Окончил Экономический факультет МГУ им. М. В. Ломоносова, отделение экономической кибернетики в 1983 году. Учился в аспирантуре Экономического факультета МГУ на кафедре экономики природопользования в 1984—1987 годах.
Начиная с 1993 г. занимался мировым промоушеном ряда ведущих исполнителей российской независимой музыкальной сцены — в частности, «Хуун-Хуур-Ту» и Инны Желанной. Несколько позже начал заниматься организацией российских гастролей мировых исполнителей. В разное время привозил в Россию группы King Crimson, Jethro Tull, KMFDM, Kraftwerk, Кронос-квартет, Джона Маклафлина, Майкла Наймана, Филипа Гласса, Джона Зорна, Ману Чао.
Основатель и генеральный директор продюсерской компании «Green Wave Music». Являлся также арт-директором казанского фестиваля независимой музыки «Сотворение мира», а также пермского фестиваля «Движение». Арт-директор международных фестивалей «Сотворение мира» (Казань), «Движение» (Пермский край), «Музыка свободы» (Пермь), «Саянское кольцо» (Красноярский край), Viva Cuba (Москва).